# Domingo Gómez-Acedo
Domingo Gómez-Acedo Villanueva (Irun, 6 de junho de de 1898 - 1980) foi um futebolista profissional espanhol, medalhista olímpico.
Domingo Gómez-Acedo  representou seu país nos Jogos Olímpicos de Verão de 1920, na Antuérpia, ganhando a medalha de prata.